# 133-й "А" истребительный авиационный полк
133-й «А» истребительный авиационный полк (133-й «А» иап) — воинская часть Военно-воздушных сил (ВВС) Вооружённых Сил РККА, принимавшая участие в боевых действиях Великой Отечественной войны.

## Наименования полка
За весь период своего существования полк несколько раз менял своё наименование:
- 133-й «А» истребительный авиационный полк
- 347-й истребительный авиационный полк
- 347-й истребительный авиационный Радомский полк
- 347-й истребительный авиационный Радомский Краснознамённый полк
- Войсковая часть Полевая почта 26383

## Создание полка
133-й «А» истребительный авиационный полк сформирован 25 июля 1941 года в Закавказском военном округе на аэродроме Зугдиди на базе 133-го иап как 133-й «А» истребительный авиационный полк на самолётах И-153.
| И-15 бис | И-153 | И-16 |

## Переименование полка
133-й «А» истребительный авиационный полк 15 августа 1941 года переименован в 347-й истребительный авиационный полк.

## В действующей армии
В состав действующей армии не входил.

## Командиры полка
| Звание         | Имя                           | Период                  | Примечание |
| -------------- | ----------------------------- | ----------------------- | ---------- |
| капитан, майор | Кравченко Анатолий Степанович | 25.07.1941 — 15.08.1941 |            |

## В составе соединений и объединений
| Период        | Фронт (округ)              | армия      | корпус | дивизия | примечание                     |
| ------------- | -------------------------- | ---------- | ------ | ------- | ------------------------------ |
| 25.07.1941 г. | Закавказский военный округ | ВВС округа |        |         | Зугдиди, И-153                 |
| 15.08.1941 г. | Закавказский военный округ | ВВС округа |        |         | получил наименование 347-й иап |

## Участие в операциях и битвах
не принимал

## Самолёты на вооружении
| Период      | Самолёты |
| ----------- | -------- |
| 1941 — 1941 | И-153    |

## Базирование
| Период            | Аэродром        |
| ----------------- | --------------- |
| 07.1941 — 08.1941 | Зугдиди, Грузия |